# Fontenay-aux-Roses
Fontenay-aux-Roses è un comune francese di 23 928 abitanti situato nel dipartimento dell'Hauts-de-Seine nella regione dell'Île-de-France.

## Società

### Evoluzione demografica
Abitanti censiti

## Amministrazione

### Gemellaggi
- Antananarivo, dal 2003